# Glyptocarcinus lophopus
Glyptocarcinus lophopus is een krabbensoort uit de familie van de Xanthidae. De wetenschappelijke naam van de soort is voor het eerst geldig gepubliceerd in 1973 door Takeda.